# Apolysis langenarki
Apolysis langenarki är en tvåvingeart som först beskrevs av Francois 1969.  Apolysis langenarki ingår i släktet Apolysis och familjen svävflugor. Inga underarter finns listade i Catalogue of Life.